# Umayya ibn Abd-Xams
Umayya ibn Abd-Xams —àrab: أمية بن عبد شمس, Umayya ibn ʿAbd Xams— fou l'ancestre dels omeies.
Era cosí patern de Hàixim ibn Abd-al-Múttalib i segons la tradició estava gelós d'aquest i li va llençar un desafiament que va perdre; es va haver d'exiliar llavors de la Meca durant deu anys, fets que anticipa les disputes entre omeies i haiximites (entre alides i abbàssides). També la tradició el fa el cap d'una ambaixada dels quraixites de la Meca al rei himyarita Sayf ibn Dhi Yazan que acabava de derrotar els axumites. Azraki diu que ell i abans el seu pare, dirigien l'exèrcit de la Meca, càrrec que després va tenir el seu fill Harb i encara més tard el net Abu-Sufyan, però sembla que el càrrec no era hereditari ni permanent i serien exercicis puntuals de les funcions militars; al costat d'Umayya es citen altres caps militars; en canvi la kiyada, o direcció dels afers militars de la república, sense implicar comandament directe de les tropes, si que hauria pogut estar de manera permanent en mans del mateix clan.